# Dante Cusi
Dante Cusi (Gambara, 17 novembre 1848 – 1928) è stato un imprenditore italiano.

## Biografia
Nato a Corvione di Gambara, in Lombardia. Dopo gli studi presso la Facoltà di Medicina in Italia, interruppe gli studi a causa della morte improvvisa del padre e intraprese una carriera commerciale nel settore contabile, che gli permise di lavorare presso la Banca di Milano. Nel 1884 emigrò prima a New Orleans e poi in Florida e in Texas (USA) alla ricerca di un luogo adatto per stabilirsi. Tuttavia, questi luoghi non furono di suo gradimento. Alla fine si trasferì a Uruapan, Michoacán, Messico, su invito di un amico italiano.
Nel 1903, Dante Cusi acquistò l'Hacienda de La Zanja, successivamente chiamata Lombardia. Questa tenuta, acquistata per centoquarantamila pesos, aveva un'estensione di ventottomila ettari, con confini ai fiumi Marqués, ovest, e Parota-Cajones, est e sud. Quando la acquistò, questa hacienda era un luogo deserto e scarsamente popolato in cui nulla cresceva.
Nel 1909, i Cusi, guidati e finanziati da Don Dante, acquistarono dalla famiglia Velasco, de La Piedad, l'Hacienda Ojo de Agua de la Cueva, di trentacinque mila ettari, con un valore di trecentomila pesos, che chiamarono Nueva Italia. Queste due haciendas ammontavano a una superficie di sessantatré mila ettari, di cui trentamila avevano un sistema di irrigazione, coltivando solo il settimo e il resto utilizzato per pascoli, limoneti e altri tipi di frutteti.
Don Cusi è ricordato principalmente per essere il fondatore delle haciendas "La Lombardia" e "Nueva Italia", da cui ebbero origine le attuali città di Lombardia (Michoacán) e Nueva Italia in Michoacán (collegate tra loro dal loro servizio ferroviario, importato pezzo per pezzo da lui e dai suoi figli dalla Germania). Entrambe le haciendas erano molto moderne per l'epoca: avevano un servizio medico proprio in entrambe le strutture, mulini azionati dalla forza dell'acqua per la lavorazione del riso, macchinari moderni, officine, imballatori di riso, undici scuole per i figli dei lavoratori, chiese e persino un macello igienico per la lavorazione delle carni.
Entrambe le haciendas erano considerate tra le 10 più produttive e moderne dell'intera America Latina nel loro tempo. Con la fondazione de "La Lombardia", Don Cusi costruì un sistema di irrigazione unico nel continente americano, che includeva sifoni posizionati sul fiume del Márquez e un sistema di sifoni gemelli tra "La Lombardia" e "Nueva Italia". Opere molto audaci e coraggiose per l'epoca, situate in due profondi canyon per poter rifornire di acqua le pianure e dedicarsi alla coltivazione del riso su larga scala. In Italia era conosciuto per questo come il Re del Riso. Fece esperimenti genetici sulle piante per adattarle al clima inospitale della Tierra Caliente, come alberi di limoni portati da varie parti della Repubblica Messicana, incrociandoli per ottenere alberi resistenti alle alte temperature e contemporaneamente aumentarne la resa di frutta. Tra le tante cose, Don Cusi portò la prima macchina a vapore inglese nel continente americano per produrre olio di limone, sbaragliando rapidamente i produttori asiatici come il migliore in termini di prezzo e qualità, prodotti molto richiesti a New York e in Europa.
Fu benefattore degli ospedali a Uruapan e Morelia, e della colonia italiana in Messico in generale. A Gambara, il suo paese natale, donò la Casa di riposo Dante Cusi (una casa di riposo per anziani), che funziona ancora oggi con i soldi che lui donò nel 1926. La strada in cui si trova la casa di riposo porta oggi il suo nome.
Dante Cusi morì alla fine degli anni '20, lasciando le sue proprietà ai figli che continuarono con grande successo le haciendas Lombardia e Nueva Italia.